# Lilian Vaughan Morgan
Lilian Vaughan Morgan (nacida Sampson, Hallowell, Maine, 7 de julio de 1870 - Los Ángeles, 6 de diciembre de 1952) fue una bióloga experimental estadounidense que realizó contribuciones seminales a la genética de Drosophila melanogaster, las cuales cimentaron su estatus como uno de los organismos modelo más convincentes en biología. Además de su carrera científica, participaba en educación científica y fue una de las fundadoras de la escuela de ciencia para niños en A Woods Hole, Massachusetts.

## Primeros años
Morgan nació en 1870 en Hallowell, Maine. Quedó huérfana a la edad de tres años cuándo sus padres y su hermana menor murieron de tuberculosis. Después de la muerte de sus padres, ella y su hermana mayor Edith fueron criadas por sus abuelos maternos en Germantown, Pensilvania.

## Primeros años de investigación
Morgan se matriculó como estudiante de licenciatura en Bryn Mawr en 1887. Se especializó en biología y estuvo dirigida por Martha Carey Thomas. Después de su graduación con honores en 1891, pasó el verano en el Laboratorio de biología marina en Agujero de Bosque, Massachusetts, donde Edmund Beecher Wilson, uno de sus profesores de zoología anteriores, le presentó a su futuro asesor de postgrado y esposo Thomas Hunt Morgan.
En el otoño de 1891, una beca europea para el mejor graduado en la clase le permitió a Morgan ir a Europa y estudiar la musculatura de poliplacóforos en la Universidad de Zúrich con Arnold Lang, un anatomista comparativo y estudiante de Ernst Haeckel. Regresó a Bryn Mawr en 1892, donde recibió su maestría en biología en 1894, dirigida por Thomas Morgan. Después de su graduación, publicó su trabajo en la musculatura de poliplacóforos, regresó a Woods Hole como una investigadora independiente, y pasó siete veranos investigando la reproducción, desarrollo y embriología en anfibios.

## Vida familiar
En 1904, en la edad de 34 años, se casó con el genetista Thomas Hunt Morgan y se mudó a la ciudad de Nueva York, donde tomó un cargo en la Universidad de Columbia. Ese verano siguiente, se mudaron a California, donde ella investigó y publicó su trabajo con regeneración enplanarias  en el laboratorio de marina de Stanford. No publicaría otros artículos por dieciséis años. Durante este tiempo, ella apoyó la carrera de su esposo y crio cuatro niños: Howard Key Morgan, nacido en 1906; Edith Sampson Morgan, nacida en 1907; Lilian Vaughan Morgan, nacida en 1910; y la viróloga Isabel Morgan, nacida en 1911. Shine y Wrobel (1976) señalan que una de las claves del éxito de Thomas Hunt Morgan fue que sus asuntos personales fueron manejados enteramente por Lilian Morgan, lo que lo liberó para centrarse en su investigación. La familia pasó sus inviernos en Nueva York y regresaban en los veranos a Woods Hole, donde ella mantenía una casa de verano para niños, parientes y los estudiantes de posgrado de su esposo. Ella mantuvo esta casa por muchos años, eventualmente equipándola para lecciones de ciencia para niños.

## Participación en educación científica
Con varias mujeres, Morgan fundó el club escolar de verano en Woods Hole en 1913, el cual es ahora la escuela de ciencia para niños, y sirvió como su primer presidente educativo y presidente del comité científico en 1914. Ella prefería trabajar al aire libre con los niños para llevar a cabo experimentos y discutir problemas.

## Carrera de investigación posterior
Después de que sus hijos crecieron lo suficiente, Morgan regresó al laboratorio para estudiar la genética de Drosophila después de considerar brevemente estudiar violín. Su esposo se rehusó a colaborarle; en cambio, simplemente le dio espacio para trabajar en su laboratorio en la Universidad de Columbia, donde ella  mantuvo su propia colonia de Drosophila y sostuvo un puesto informal. Su esposo y los otros científicos nunca estuvieron cómodos con su presencia en el laboratorio, cuya atmósfera era "un poco como el de un club exclusivo para hombres." Morgan también pudo haberse sentido aislada porque era mayor que las otras mujeres y no era ni extrovertida ni habladora, según Alfred Sturtevant. Como no ocupaba un puesto oficial, nunca atendió una reunión científica y nunca presentó un artículo en una conferencia.

### Principales logros de investigación
Morgan descubrió el ligamiento al cromosoma X y los cromosomas en anillo en Drosophila melanogaster. Los cromosomas X normales de Drosophila tienen un centrómero localizado en un extremo del cromosoma, mientras que los cromosomas X ligados están compuestos por dos cromosomas X que comparten un solo centrómero. Estos compuestos son transmitidos como una sola entidad exclusivamente de madre a hija. La tensión cromosómica X de Morgan ha demostrado ser muy valiosa para la genética de Drosophila porque permite que los alelos mutantes en un cromosoma X diferente se mantengan clonalmente en una reserva de machos, los cuales no experimentan recombinación.
La segunda contribución importante de Morgan a las herramientas genéticas de Drosophila  fue el descubrimiento de los cromosomas en anillo. Los cromosomas en anillo fueron descubiertos por sus frecuencias de recombinación inusuales  en una reserva de cromosomas X ligados, lo cual reveló un cromosoma  X circularizado tras un examen citológico. Los cromosomas X en anillo son inestables en el desarrollo temprano, un fenómeno que ha sido aplicado para generar tejidos en mosaico que contienen células XX y XO durante la mitosis que portan alelos recesivos con pérdida de función de genes específicos ligados al X.

## Vida posterior
Morgan y su familiar se mudaron a California en 1928, donde continuó su investigación con Drosophila en el Instituto de Tecnología de California en Pasadana mientras su esposo Thomas Hunt Morgan se convirtió en el jefe de división. Su esposo murió en 1945; un año después, Morgan recibiría su primera reunión oficial de su vida como investigadora asociada a la edad de 76 años. Ella murió en 1952 a la edad de 82 en Los Ángeles.

## Lista de Publicaciones
- Sampson, L. V. 1894. La musculatura de chiton. Jenaischen Zeitschrift für Naturwissenschaft 28: 460-468.
- Sampson, L. V. 1895. La musculatura de chiton. Revista de Morfología 11:595-628.
- Sampson, L. V. 1900. Modos inusuales de reproducción y desarrollo en anuros. Amer. Naturalist 34:687-715.
- Sampson, L. V. 1904. Una contribución a la embriología de Hylodes martinicensis. Araer. J. Anat. 3: 473-504.
- Morgan, L. V. 1905. Regeneración anterior incompleta en ausencia del cerebro en Leploplana litloralis. Biol. Toro. 9:187-193.
- Morgan, L. V. 1906. Regeneración de piezas de injertos de planarias. J. Exp. Zool. 3:269-294.
- Morgan, L. V. 1922. Herencia no cruzada en Drosophila melanogaster. Biol. Toro. 42:267-274.
- Morgan, L. V. 1925. Poliploidía en Drosophila melanogaster con dos cromosomas X ligados. Genética  10:148-178.
- Morgan, L. V. 1926. Correlación entre forma y comportamiento de un cromosoma" Proc. Natl. Acad. Sci 12:180-181.
- Morgan, L. V. 1929. Compuestos en Drosophila melanogaster. Carnegie Inst. of Wash. Publ. Núm. 399: 225-296.
- Morgan, L. V. 1931. Prueba de que la barra cambia a notable por cruce desigual. Proc. Natl. Acad. Sci 17:270-272.
- Morgan, L. V. 1933. Cromosoma X cerrado en Drosophila melanogaster. Genética 18:250-283.
- Morgan, L. V. 1938un. Origen de cromosomas X ligados  en Drosophila melanogaster y la ocurrencia de no-disyunción de Xs en el macho. Amer. Naturalist 72:434-446.
- Morgan, L. V. 1938b. Efectos de una duplicación compuesta del cromosoma X de Drosophila melanogaster. Genética 23:423-462.
- Morgan, L. V. 1939. Intercambio somático  espontáneo entre cromosomas no homólogos en Drosophila melanogaster. Genética 24:747-752.
- Morgan, L. V. 1947. Fenotipo variable asociado al cuarto cromosoma de Drosophila melanogaster y afectado por heterocromatina. Genética 32:200-219.
- Morgan, T. H., H. Redfield, y L. V. Morgan. 1943. Mantenimiento de una colonia de Drosophila, en conexión con investigaciones en el material germinal en relación con herencia. Carnegie Inst. Wash. Yearbk. 42:171-174.
- Morgan, T. H., Un. H. Sturtevant, y L. V. Morgan. 1945. Mantenimiento de una colonia de Drosophila, en conexión con investigaciones en el material germinal en relación con herencia. Carnegie Inst. Wash. Yearbk. 44:157-160.